# Hunky e Spunky
Hunky e Spunky (Hunky and Spunky) sono due personaggi dei cartoni animati creati dal 1938 al 1941 da Fleischer Studios.

## Descrizione
Sono due asini, una coppia madre-figlio. Hunky è molto premurosa e poco severa nei confronti di suo figlio Spunky, che si caccia sempre nei pasticci, ma viene sempre difeso e salvato dalla madre.

## Riconoscimenti
Il cortometraggio d'esordio venne candidato al premio come miglior cortometraggio d'animazione agli Oscar del 1939.

## Cortometraggi
- Hunky and Spunky (1938)
- Always Kickin' (1939)
- The Barnyard Brat' (1939)
- A Kick in Time (1940)
- Snubbed by a Snob (1940)
- You Can't Shoe a Horse Fly (1940)
- Vitamin Hay (1941)

## Cortometraggi spin-off (Noveltoons) solo con Spunky
- Yanky Doodle Donkey (1944)
- Okey Dokey Donkey (1958)